# Charlotte Charlaque
 (décembre 2024).
La mise en forme du texte ne suit pas les recommandations de Wikipédia : il faut le « wikifier ».
Les points d'amélioration suivants sont les cas les plus fréquents. Le détail des points à revoir est peut-être précisé sur la page de discussion.
- Les titres sont pré-formatés par le logiciel. Ils ne sont ni en capitales, ni en gras.
- Le texte ne doit pas être écrit en capitales (les noms de famille non plus), ni en gras, ni en italique, ni en « petit »…
- Le gras n'est utilisé que pour surligner le titre de l'article dans l'introduction, une seule fois.
- L'italique est rarement utilisé : mots en langue étrangère, titres d'œuvres, noms de bateaux, etc.
- Les citations ne sont pas en italique mais en corps de texte normal. Elles sont entourées par des guillemets français : « et ».
- Les listes à puces sont à éviter, des paragraphes rédigés étant largement préférés. Les tableaux sont à réserver à la présentation de données structurées (résultats, etc.).
- Les appels de note de bas de page (petits chiffres en exposant, introduits par l'outil «  Source ») sont à placer entre la fin de phrase et le point final[comme ça].
- Les liens internes (vers d'autres articles de Wikipédia) sont à choisir avec parcimonie. Créez des liens vers des articles approfondissant le sujet. Les termes génériques sans rapport avec le sujet sont à éviter, ainsi que les répétitions de liens vers un même terme.
- Les liens externes sont à placer uniquement dans une section « Liens externes », à la fin de l'article. Ces liens sont à choisir avec parcimonie suivant les règles définies. Si un lien sert de source à l'article, son insertion dans le texte est à faire par les notes de bas de page.
- La présentation des références doit suivre les conventions bibliographiques. Il est recommandé d'utiliser les modèles {{Ouvrage}}, {{Chapitre}}, {{Article}}, {{Lien web}} et/ou {{Bibliographie}}. Le mode d'édition visuel peut mettre en forme automatiquement les références.
- Insérer une infobox (cadre d'informations à droite) n'est pas obligatoire pour parachever la mise en page.

Pour une aide détaillée, merci de consulter Aide:Wikification.
Si vous pensez que ces points ont été résolus, vous pouvez retirer ce bandeau et améliorer la mise en forme d'un autre article.
Charlotte Charlaque (14 septembre 1892 à  Berlin  –  6 février 1963 à New York) est une actrice trans américaine et allemande. Elle est une des premières femmes trans à avoir obtenu une chirurgie de réassignation génitale.

## Biographie

### Jeunesse entre Berlin et les États-Unis (1892-1922)
Charlotte Charlaque est née dans une famille juive allemande à Berlin-Schöneberg. Son nom de famille est originellement Scharlach, et ses parents, persuadés d'avoir un garçon, la baptisent Curt. Elle grandit à Berlin, où son père tient un commerce. On a longtemps cru que Charlotte était née à Mährisch Schönberg (Šumperk) dans l'actuelle République Tchèque, mais il s'agit en vérité d'un mensonge répété par Charlotte elle-même dans le but d'échapper aux autorités nazies après 1933. Son certificat de naissance a été retrouvé en 2023. 
En 1901, le père, Edmund, émigre aux États-Unis, où son épouse (Jenny) et ses deux enfants (l'aîné, Hans, et Charlotte) le suivent en 1902. La famille s'installe d'abord à San Francisco. Après leur divorce, Jenny retourne en Allemagne avec son premier-né, Hans, tandis que Charlotte reste aux États-Unis. 
Charlotte se rend d'abord à Chicago, où elle suit une formation de violoniste. Puis, à l'été 1922, elle retourne en Allemagne avec un visa étudiant.

### Berlin (1922-1934)
Pendant ses premières années berlinoise, Charlotte Charlaque gagne sa vie en tant que danseuse et chanteuse. Plus tard, elle rejoint l'Institut de Sexologie de Magnus Hirschfeld, où elle est réceptionniste et interprète. Elle accompagne par exemple Magnus Hirschfeld et Karl Giese à Londres à l'occasion du troisième congrès de la Ligue pour la Réforme Sexuelle. Elle est proche d'autres "travestis" de l'Institut, en particulier la peintre Toni Ebel et la cuisinière Dora Richter. À cette époque, elle est détentrice d'un certificat de travestissement (Transvestitenschein). 

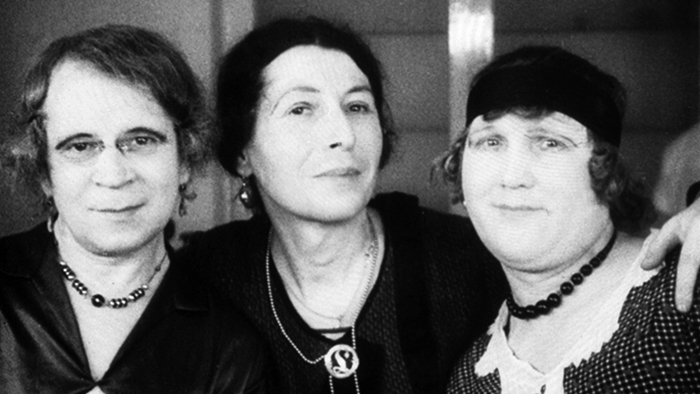
De gauche à droite: Toni Ebel, Charlotte Charlaque et Dora Richter, en 1933, dans le film Mysterium des Geschlechts.

C'est entre 1929 et 1931 que Charlotte Charlaque reçoit ses opérations de réassignation sexuelle, financées en partie par le sexologue Havelock Ellis et le médecin danois Jonathan Høegh von Leunbach. Les opérations sont au nombre de trois (castration, amputation du pénis et vaginoplastie) ; au moins une de ces opérations est réalisée par le gynécologue Kurt Warnekros.  
À partir de 1932, Toni Ebel et Charlotte vivent ensemble. Elles font l'objet d'un article écrit par le journaliste suédois Ragnar Ahlstedt, qui nous informe sur leurs vies de l'époque : les deux femmes sont proches de la gauche allemande et vivent une vie de bohème. En 1933, elles apparaissent avec Dora Richter dans le film Mysterium des Geschlechts de Lothar Golte.

### L'exil en Tchécoslovaquie (1934-1942)
En mai 1934, Charlaque et Ebel sont averties par une demi-sœur d'Ebel qu'elles sont sous surveillance. Elles fuient l'Allemagne nazie avec l'aide de la communauté juive et se rendent à Karlsbad, en Tchécoslovaquie. A la fin de l'été, les deux femmes se rendent à Prague, et sont en contact avec le « Comité d'émigration » du SPD (Parti social-démocrate allemand). Elles retournent à Karlsbad à la fin de l'année 1934. De novembre 1936 à l'été 1939, Charlaque vit avec Toni Ebel à Brünn. Elles y sont en contact avec Karl Giese, ancien amant de Magnus Hirschfeld et archiviste de l'Institut de Sexologie. 
Toni Ebel rencontre des difficultés administratives en 1939, à la suite de l'invasion de la Tchécoslovaquie par la Wehrmacht : les deux femmes doivent se rendre toutes les deux semaines au commissariat, leur maison est fouillée, et elles risquent de devoir quitter la ville. Leur situation est régularisée grâce à un élève de Charlaque qui travaille au consulat allemand: celui-ci produit un nouveau passeport pour Ebel à la fin de l'année 1938, qui sera renouvelé jusqu'en 1943. Charlaque reçoit le 2 mars 1939 un passeport valable pour six mois; elle s'efforce de cacher aux autorités qu'elle est juive, affirmant parfois qu'elle est catholique, parfois sans religion.  
En 1939, Ebel et Charlaque retournent à Prague. Charlaque continue à y enseigner le français et l'anglais, probablement à l'intention de membres de la communauté juive qui se préparent à l'exil aux États-Unis. Charlaque traduit également en anglais trois œuvres de l'écrivaine tchèque Olga Scheinpflugovà. 
Le 19 mars 1942, les autorités décident finalement que Charlaque est juive; vers 13h, elle est arrêtée. Elle est incarcérée avec pour matricule 2391; les autorités ne doutent pas qu'elle est une femme. Elle doit ensuite être transférée au camp de concentration de Theresienstadt, mais Ebel parvient à convaincre le consul suisse à Prague (qui assume les fonctions du consul américain) que Charlaque a la nationalité américaine, et qu'elle est seulement dans l'attente d'un passeport (elle se garde d'informer les autorités que le vice-consul a refusé de produire un passeport sous un nom féminin). Charlaque est alors transférée au camp de prisonnier de Liebenau, où sont internés les femmes et les enfants non-allemands de l'espace contrôlé par la Wehrmacht en attendant d'être échangés contre des prisonniers de guerre. En mai 1942, Charlaque doit jurer de ne jamais revenir, et part pour les États-Unis.    

### Retour aux États-Unis: New York (1942-1963)
Charlaque arrive à New York à bord du Drottningholm le 2 juillet 1942. Les autorités lui accordent le droit d'utiliser le nom de Charlotte Curtis Charlaque.

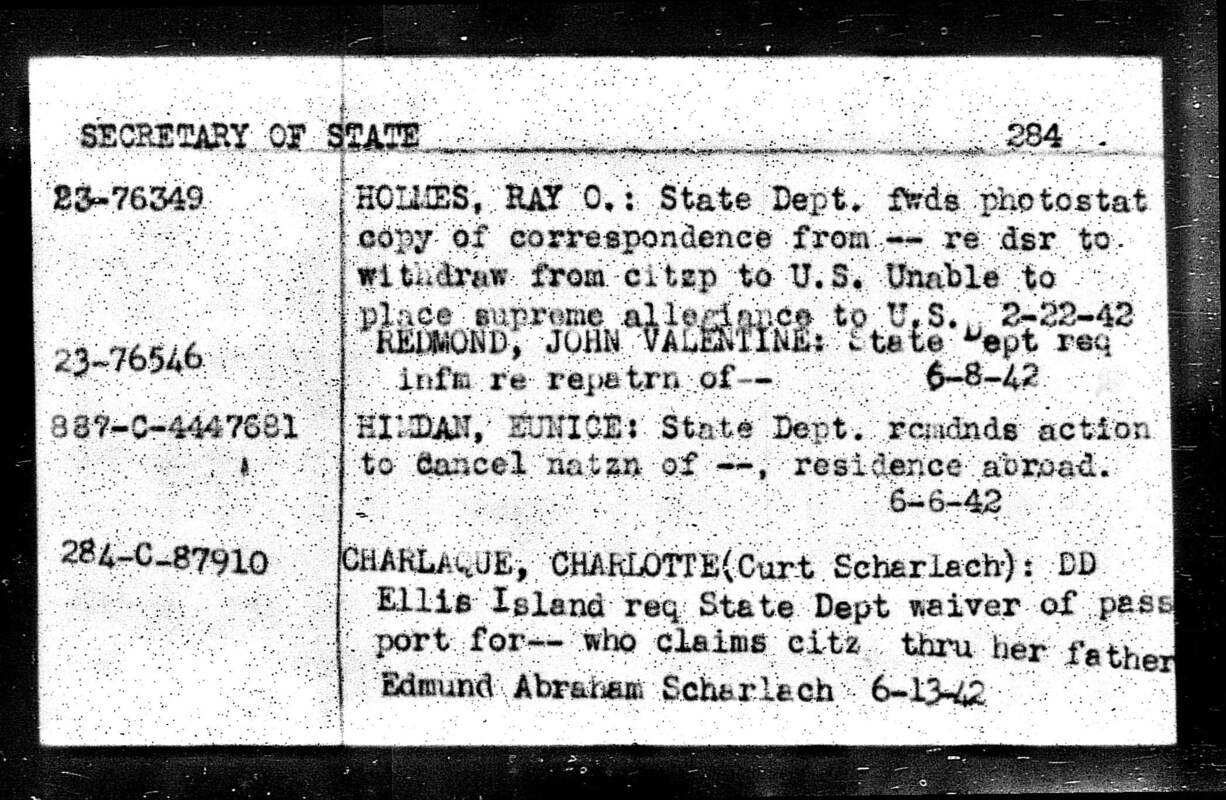
Document du Secretary of State par lequel Charlotte Charlaque demande la nationalité américaine, 1942.

Charlaque vit dans la pauvreté; elle a besoin de l'aide de la Croix Rouge, passe du temps dans un hébergement pour démunis puis habite dans des conditions précaires au 20, Leroy Street, dans Greenwich Village. Elle touche alors 35 dollars d'aides sociales par mois, dont elle dépense 20 pour son loyer. Sa santé est également fragile; en l'absence d'assurance santé, elle n'a pas les moyens de suivre une cure.  
Malgré cela, Charlaque développe rapidement des liens avec le milieu artistique new-yorkais. Dès le 25 décembre 1942, le New Yorker Daily annonce que Charlaque joue au Village Art Theatre sur Charles Street, dans la pièce A Night of Classical and Modern Drama. En 1947, elle joue au Théâtre français de New York. Elle tente de monter la pièce Guyana, d'Olga Scheinpflugovà, qu'elle a déjà traduite en anglais, avec une troupe qu'elle a elle-même fondée, mais le projet n'aboutit pas, possiblement parce que Scheinpflugovà ne reconnaît pas la traduction de Charlaque.  
En 1953, comme le changement de sexe de Christine Jorgensen est rendu populaire par la presse, elle entre en contact avec celle-ci; en mars 1955, elle publiera « Reflections on the Christine Jorgensen Case » sous le nom de Carlotta Baronin von Curtius dans One, the Homosexual Magazine. Elle y mentionne notamment les cas de chirurgies de réattribution sexuelle qu'elle a connus au cours de ses années berlinoises, affirmant que le « cas Jorgensen » ne représente rien d'absolument nouveau. 
À partir de 1956, Charlaque vit au 57 Middagh Street, à Brooklyn Heights. Elle est en contact avec Harry Benjamin, qui lui fournit des hormones féminisantes, et Louise Lawrence, une des pionnières du mouvement travesti de l'époque.  
Le 6 février 1960, elle joue dans Mademoiselle Colombe de Jean Anouilh, et reçoit des critiques positives de la part de la presse.  
Vers 1961, elle emménage à l'hôtel Pierrepont, dans une chambre payée par le secours public. Elle y meurt le 6 février 1963, pauvre, mais connue dans le voisinage sous le nom de « la Reine de la Promenade de Brooklyn Heights »; le Brooklyn Heights Press met la nouvelle de sa mort en une. Ce même journal organise une levée de fonds pour offrir à Charlaque un enterrement digne de ce nom; le 15 février, une réunion en sa mémoire est organisée, au cours de laquelle William Glenesk, le pasteur de la Spencer Memorial Presbyterian Church, qui avait toujours cultivé une atmosphère inclusive à l'égard de la communauté LGBT, prononce un discours. L'article du Brooklyn Heights Press, écrit par Richard Rustin, se termine par les mots: « Le rideau est tombé pour la "reine", mais son public ne l'a pas oubliée. ».   

### Livres et articles
- "Curt Scharlach alias Charlotte Charlaque, eine biographische Skizze", par Raimund Wolfert, in: Mitteilungen der Magnus-Hirschfeld-Gesellschaft 52, p. 42-46.
- Charlotte Charlaque: Transfrau, Laienschauspielerin, "Königin der Brooklyn Heights Promenade", Raimund Wolfert, Berlin, 2021.